# Agrofam Holding
Agrofam Holding este o companie agricolă din România, înființată în anul 1992 și deținută de omul de afaceri Ștefan Poienaru.
Compania exploatează în arendă aproximativ 15.000 de hectare de teren în județul Ialomița.
Număr de angajați în 2012: 350
Cifra de afaceri:
| Anul          | 2011 | 2008 | 2007 |
| ------------- | ---- | ---- | ---- |
| milioane euro | 25   | 28,8 | 26,6 |

În septembrie 2015 patronul Agrofam Holding, Ștefan Poienaru, a fost trimis în judecată de procurorii DNA, care îl acuză de fraudarea fondurilor de stat și ale UE, după ce a folosit documente falsificate pentru a obține peste 3,8 milioane de lei.
În februarie 2016, Agrofam Holding și Agrofam Prod, cele mai mari două firme ale grupului omonim fondat de omul de afaceri Ștefan Poienaru, au intrat în insolvență pentru a proteja operațiunile de producție agricolă în contextul unei serii de litigii pe care fermele din Fetești le-au avut cu Agenția pentru Plăți și Intervenție în Agricultură (APIA).